# Friedrich Nowakowski
Friedrich Nowakowski (* 15. Oktober 1914 in Wien; † 21. Juni 1987) war ein österreichischer Strafrechtswissenschaftler, Staatsanwalt und Universitätsprofessor. Nowakowski lehrte ab 1952 als Professor für Strafrecht und Strafprozessrecht an der Universität Innsbruck und gilt als „Chefideologe der Strafrechtsreform“ von Justizminister Christian Broda Mitte der 1960er Jahre.

## Beruflicher Werdegang
Friedrich Nowakowski war Sohn eines Generalmajors der k.u.k. Armee. Er absolvierte das Studium der Rechtswissenschaften an der Rechtswissenschaftlichen Fakultät der Universität Wien und wurde dort im Jahr 1938 zum Doktor der Rechte (Dr. iur.) promoviert. Am 3. Jänner 1939 begann Nowakowski als Rechtsanwaltsanwärter die Gerichtspraxis am Landesgericht für Zivilrechtssachen Wien, wo er bereits mit 27. Jänner 1939 zum Gerichtsreferendar und mit 21. März 1942 zum Gerichtsassessor ernannt und an den Jugendgerichtshof als Richter versetzt wurde. Anschließend folgte im Juni 1942 die Zuteilung zur Staatsanwaltschaft beim Landesgericht für Strafsachen Wien. Dort war er während der Zeit des Nationalsozialismus in Österreich auch beim zugehörigen Sondergericht der NS-Justiz tätig und dabei an mindestens zwei Todesurteilen gegen tschechische landwirtschaftliche Hilfsarbeiter wegen „Rundfunkvergehen“ als Ankläger beteiligt. Im Juli 1943 wurde Nowakowski schließlich zum Staatsanwalt in Wiener Neustadt ernannt, wobei die Zuteilung zur Staatsanwaltschaft Wien aufrecht blieb. Der Historiker Gerhard Oberkofler schrieb 2018 in einem Kommentar in der österreichischen Tageszeitung Der Standard, dass Friedrich Nowakowski später an der Universität Innsbruck die Aussage „Diesen Kopf hole ich mir auch noch“ aus seiner Zeit als Nazi-Staatsanwalt zugeschrieben worden sei.
Nowakowski, der am 14. September 1940 die Aufnahme in die NSDAP beantragte und zum 1. Oktober desselben Jahres aufgenommen wurde (Mitgliedsnummer 8.462.966), versuchte im Jahr 1944 an der Universität Wien eine Habilitationsschrift einzureichen, was aber am Widerstand des dortigen Professors für Strafrecht, Erich Schwinge, scheiterte. Dieser sah in dem zuckerkranken, leicht körperlich behinderten Friedrich Nowakowski, der aus diesem Grund nicht zum Kriegsdienst eingezogen worden war, keinen „arischen“ Rechtsprofessor nach seinen Vorstellungen. Mit dem Vorbringen von Formalgründen – die Habilitationsschrift sei entgegen der Reichshabilitationsordnung beidseitig geschrieben – verhinderte Schwinge die Habilitation Nowakowskis an der Universität Wien.
Das Kriegsende überlebte Nowakowski in Überlingen am Bodensee, wohin er im August 1944 umgezogen war, um eine Lungentuberkulose auszukurieren. Von Sommer 1945 bis Mai 1946 war er in weiterer Folge Angestellter der Direction de l’Economie – General Service des Statistiques et d’Etude Economiques der französischen Besatzungsbehörden. Im Mai 1946 wurde er in Innsbruck zum Richter ernannt, 1949 wurde er erneut Staatsanwalt in Innsbruck, nachdem das Oberlandesgericht Wien 1947 die Übernahme auf einen Posten in Wien wegen seiner NS-Vergangenheit abgelehnt hatte. 1948 konnte er – nach einem weiteren gescheiterten Versuch – an der Universität Innsbruck schließlich mit Unterstützung des dortigen Strafrechts-Professors Theodor Rittler und seines bisherigen Förderers Ferdinand Kadečka habilitieren und erhielt die Lehrbefugnis für österreichisches Strafrecht und Strafprozessrecht als Privatdozent. Als Gegner Nowakowskis ist der Wiener Strafrechtler Wilhelm Malaniuk zu nennen, der eine strenge juristische Aufarbeitung der NS-Verbrechen anstrebte.
Im Jahr 1952 folgte Friedrich Nowakowski seinem Vorgänger Theodor Rittler schließlich auf dessen Lehrstuhl als Universitätsprofessor für Strafrecht und Strafprozessrecht an der Universität Innsbruck nach. 1954 wurde er als Mitglied der Strafrechtskommission nominiert, der er bis zum Jahr 1962 angehörte. Ab 1960 war er zudem Konsulent für die geplante Strafrechtsreform von Justizminister Broda im Bundesministerium für Justiz, wo er bald als „Chefideologe der Strafrechtsreform“ galt. Der Justizminister stand in den Folgejahren zu Nowakowski, dessen Vergangenheit in der NS-Sondergerichtsbarkeit 1965 in der Wiener Zeitschrift Forum thematisiert wurde. Am 11. Dezember 1961 wurde er mit Wirkung zum 1. Jänner 1962 auf Vorschlag des Nationalrats von Bundespräsident Adolf Schärf zum Ersatzmitglied des Verfassungsgerichtshofs ernannt, was er bis zu seinem verfassungsmäßig vorgesehenen Ausscheiden am 31. Dezember 1984 blieb. Friedrich Nowakowski wurde in den Folgejahren in der österreichischen Juristenwelt insbesondere als Mitherausgeber des „Wiener Kommentars zum Strafrecht“, einem seit 1979 erscheinenden Standard-Gesetzeskommentar, bekannt. 1972 wurde Nowakowski mit dem Preis der Stadt Wien für Geisteswissenschaften ausgezeichnet.